# Сура (Ликия)
Сура, Сура Ликийская — древний город в Ликии, на реке Андрак, у впадения которой в Средиземное море находилась гавань Андриаке. На его месте построен город Демре, или Кале (провинция Анталья).
Города Сура и Андриаке были зависимыми от города Миры его пригородами.
В городе находился уникальный рыбный оракул.
Из города происходил будущий Митрополит Киевский и всея Руси Никифор.
Территория включена в черту современного города Демре и тянется между современным шоссе и рекой Андрокос, сразу начиная от песчаного пляжа Андриаке.
Сохранились остатки византийской церкви и типичный для руин ликийского города — некрополь, а также гробницы, украшенные барельефами и надписями. Особенно выделяется гробница с шестью львиными головами.